# Johan August af Anhalt-Zerbst
Fyrst Johan August af Anhalt-Zerbst (tysk: Johann August, Fürst von Anhalt-Zerbst; 29. juli 1677 – 7. november 1742) var fyrste af det lille fyrstendømme Anhalt-Zerbst i det centrale Tyskland fra 1718 til sin død i 1742.

## Eksterne links
- Wikimedia Commons har flere filer relateret til Johan August af Anhalt-Zerbst
- Slægten Askaniens officielle hjemmeside Arkiveret 21. august 2018 hos  Wayback Machine
- F. Siebigk: Johann August (Fürst von Anhalt-Zerbst) i Allgemeine Deutsche Biographie (ADB) (ses på  tysk Wikisource)

| Johan AugustHuset AskanienFødt: 29. juli 1677 Død: 7. november 1742 |                                     |                                                    |
| Foregående: Karl Vilhelm                                            | Fyrste af Anhalt-Zerbst 1718 – 1742 | Efterfølgende: Johan Ludvig 2. og Christian August |